# المستعمرة الألمانية (القدس)

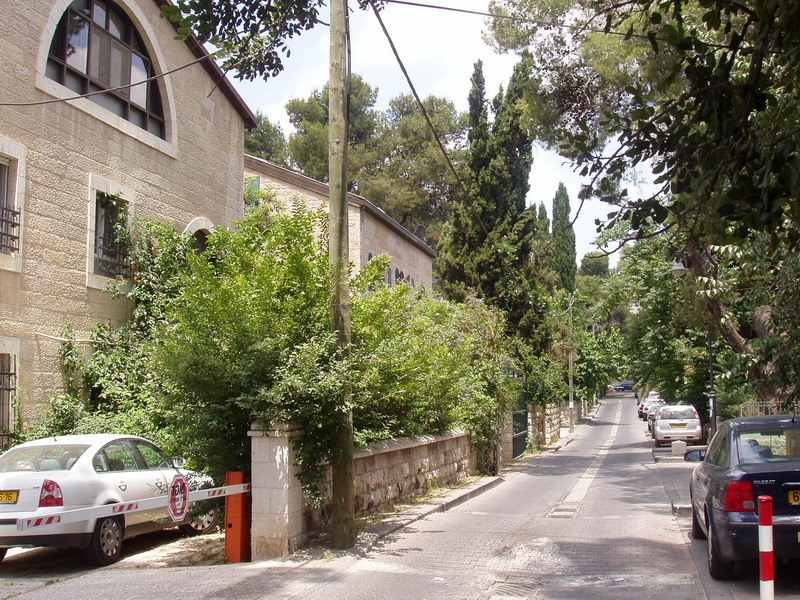
شارع إسحاق كريمييه في المستعمرة الألمانية

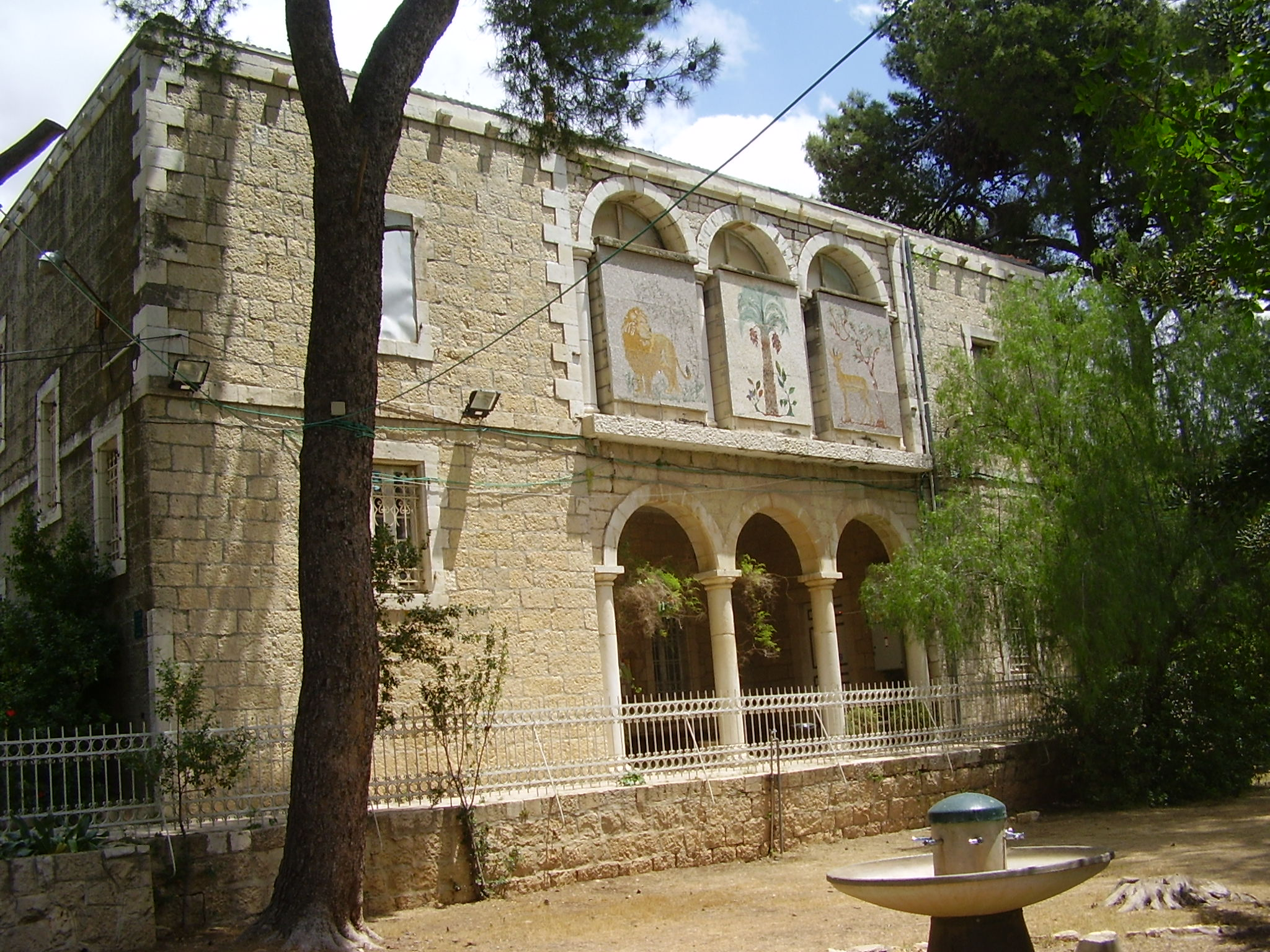
المستعمرة الألمانية

المُستعمًرة الألمانية وهي مُستَعمرة تقع بالقُرب من مدينة القدس بُنيَّ في النصف الثاني من القرن التاسع عشر وقد بناهُ بعض الألمان أثناء حُكم الدولة العثمانية وألذين كانوا يزورون الأماكن المُقدسة في القدس تقع المستعمرة بالقُرب من شارع إيميك رفاعيم وتتواجد فيه اليوم العديد من الدكاكين العصرية و المطاعم و المقاهي، وقد أبعد البريطانيين الألمان ألذين كانوا يسكنون المُستعمرة خِلال الحرب العالمية الثانية.